# Kryptozaur
Kryptozaur (Cryptosaurus eumerus) – dinozaur z grupy ankylozaurów (Ankylosauria); jego nazwa znaczy "skryty jaszczur".
Żył w okresie późnej jury (ok. 158-154 mln lat temu) na terenach współczesnej Europy. Długość ciała ok. 3 m, wysokość ok. 1,2 m, masa ok. 200 kg. Jego szczątki znaleziono w Anglii.